# Liste der Biografien/Walz
Liste der Biografien |
Portal Biografien |
Personensuche
# |
A |
B |
C |
D |
E |
F |
G |
H |
I |
J |
K |
L |
M |
N |
O |
P |
Q |
R |
S |
T |
U |
V |
W |
X |
Y |
Z |
?
 
Wa |
Wc |
Wd |
We |
Wh |
Wi |
Wj |
Wl |
Wn |
Wo |
Wr |
Ws |
Wt |
Wu |
Ww |
Wy |
Wz
 
Waa |
Wab |
Wac |
Wad |
Wae |
Waf |
Wag |
Wah |
Wai |
Waj |
Wak |
Wal |
Wam |
Wan |
Wao |
Wap |
Waq |
War |
Was |
Wat |
Wau |
Wav |
Waw |
Wax |
Way |
Waz
 
Wala |
Walb |
Walc |
Wald |
Wale |
Walf |
Walg |
Walh |
Wali |
Walj |
Walk |
Wall |
Walm |
Waln |
Walo |
Walp |
Walq |
Walr |
Wals |
Walt |
Walu |
Walw |
Waly |
Walz
Die Liste der Biografien führt alle Personen auf, die in der deutschsprachigen Wikipedia einen Artikel haben. Dieses ist eine Teilliste mit 100 Einträgen von Personen, deren Namen mit den Buchstaben „Walz“ beginnt.

## Walz
- Walz, Adolf (1894–1977), deutscher Volksschauspieler
- Walz, Alfons (1920–2008), deutscher Unternehmer
- Walz, Angelus (1893–1978), Schweizer Ordensgeistlicher
- Walz, Anton (1840–1906), österreichischer Politiker
- Walz, Bernd (1957–2023), deutscher Fußballspieler und Fußballtrainer
- Walz, Bernhard (1939–2009), deutscher Bauingenieur
- Walz, Brigitte (* 1955), deutsche Ethnologin
- Walz, Carl (1847–1929), evangelischer Theologe und Abgeordneter
- Walz, Carl E. (* 1955), amerikanischer Astronaut
- Walz, Eric (* 1966), deutscher SchriftstellerEric Walz (* 1966)

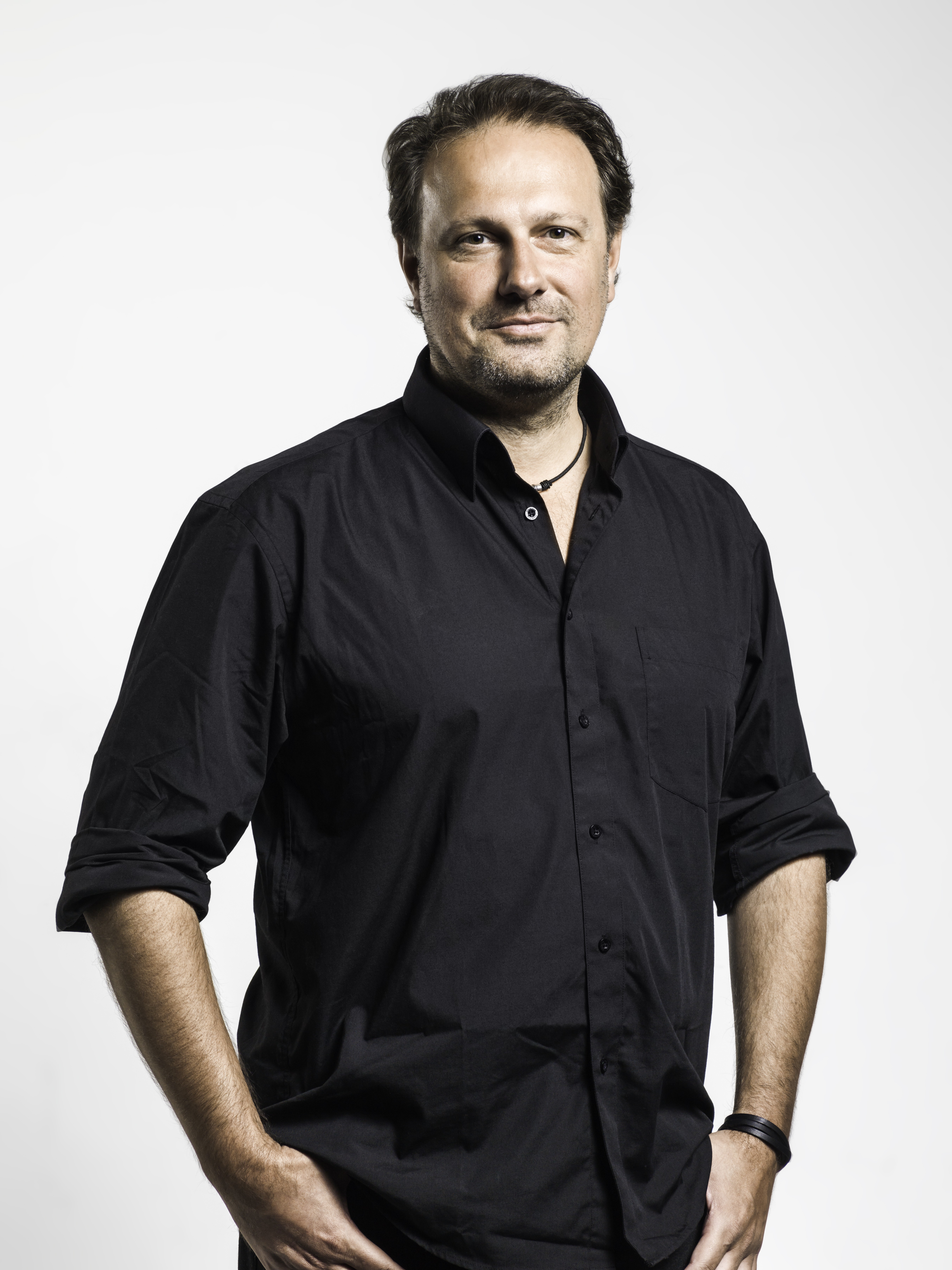
Eric Walz (* 1966)

- Walz, Erich (1927–2011), deutscher Sonderpädagoge und Holzschneider
- Walz, Ernst (1859–1941), deutscher Jurist und Politiker
- Walz, Ernst (1888–1966), deutscher Jurist
- Walz, Ernst Christian von (1802–1857), deutscher Klassischer Philologe
- Walz, Franz Josef (1885–1945), deutscher Generalleutnant im Zweiten Weltkrieg
- Walz, Friedrich (1794–1842), deutscher Jurist und Politiker
- Walz, Friedrich (1874–1952), deutscher Politiker
- Walz, Friedrich (1932–1984), deutscher Pfarrer, Kirchenlieddichter
- Walz, Friedrich (1935–2006), österreichischer Basketballspieler, -trainer, -funktionär, -schiedsrichter
- Walz, Fritz (1858–1944), Schweizer Verleger sowie Redaktor
- Walz, Georg Friedrich (1813–1862), deutscher Pharmakologe
- Walz, Gerd (* 1957), deutscher Mediziner
- Walz, Gottlob (1881–1943), deutscher Wasserspringer
- Walz, Günter (* 1962), deutscher Fußballspieler
- Walz, Gustav (1804–1876), deutscher Agrarwissenschaftler
- Walz, Gustav Adolf (1897–1948), deutscher Völkerrechtler
- Walz, Hanna (1918–1997), deutsche Juristin und Politikerin (CDU), MdL, MdB, MdEP
- Walz, Hans (1883–1974), deutscher Kaufmann und Geschäftsführer bei BoschHans Walz (1883–1974)

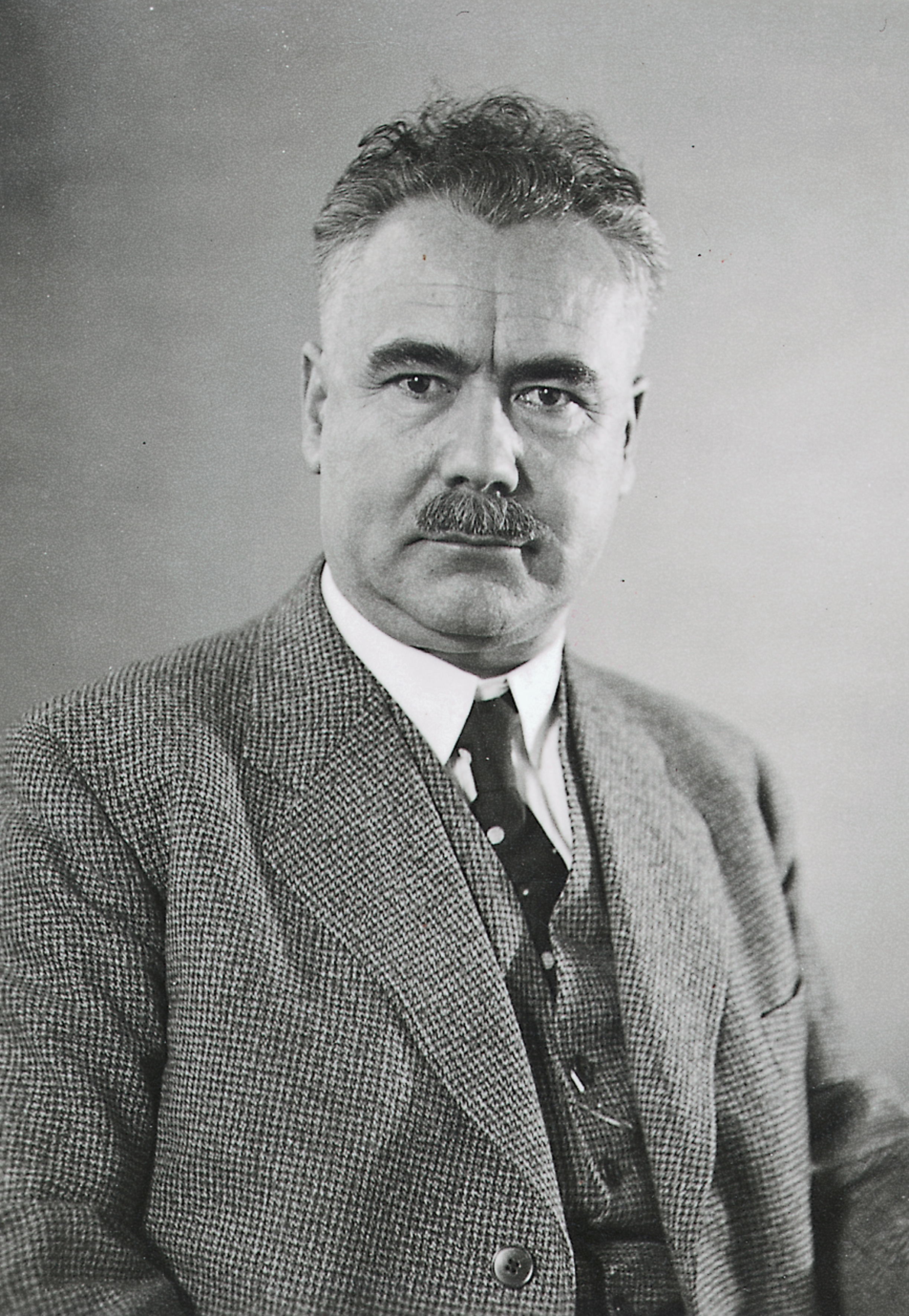
Hans Walz (1883–1974)

- Walz, Hartmut (* 1960), deutscher Wirtschaftswissenschaftler
- Walz, Heike (* 1966), deutsche evangelische Theologin
- Walz, Heinz (1907–1985), deutsch-britischer Anglist
- Walz, Herbert (1915–2002), deutscher Schriftsteller und Heimatlyriker
- Walz, Ingrid (* 1936), deutsche Politikerin (FDP), MdL, MdB
- Walz, Johann Baptist (1894–1967), deutscher Dogmatiker
- Walz, Johann Leonhard (1718–1792), deutscher evangelischer Pfarrer, Oberhofprediger in Karlsruhe
- Walz, Johann Leonhard der Jüngere (1749–1817), deutscher evangelischer Pfarrer
- Walz, Josef (1934–2016), deutscher Kunsthistoriker und Museumsleiter
- Walz, Juliane (* 1985), deutsche Medizinerin und Immunologin
- Walz, Karl (1900–1990), deutscher Politiker (CDU), MdB
- Walz, Klaus (1942–1992), deutscher Autorennfahrer
- Walz, Kurt (1904–1999), deutscher Bauingenieur und Beton-Experte
- Walz, Loretta (* 1955), deutsche Filmemacherin
- Walz, Ludwig (1898–1989), deutscher Bekleidungskaufmann, Bürgermeister und Gerechter unter den Völkern
- Walz, Manfred (1940–2019), deutscher Architekt, Stadtplaner und Hochschullehrer
- Walz, Manfred (* 1962), deutscher Fußballspieler
- Walz, Marcel (* 1986), deutscher Independent-Regisseur, Drehbuchautor und Produzent
- Walz, Marcus (* 1967), deutscher Custombikebauer und BuchautorMarcus Walz (* 1967)

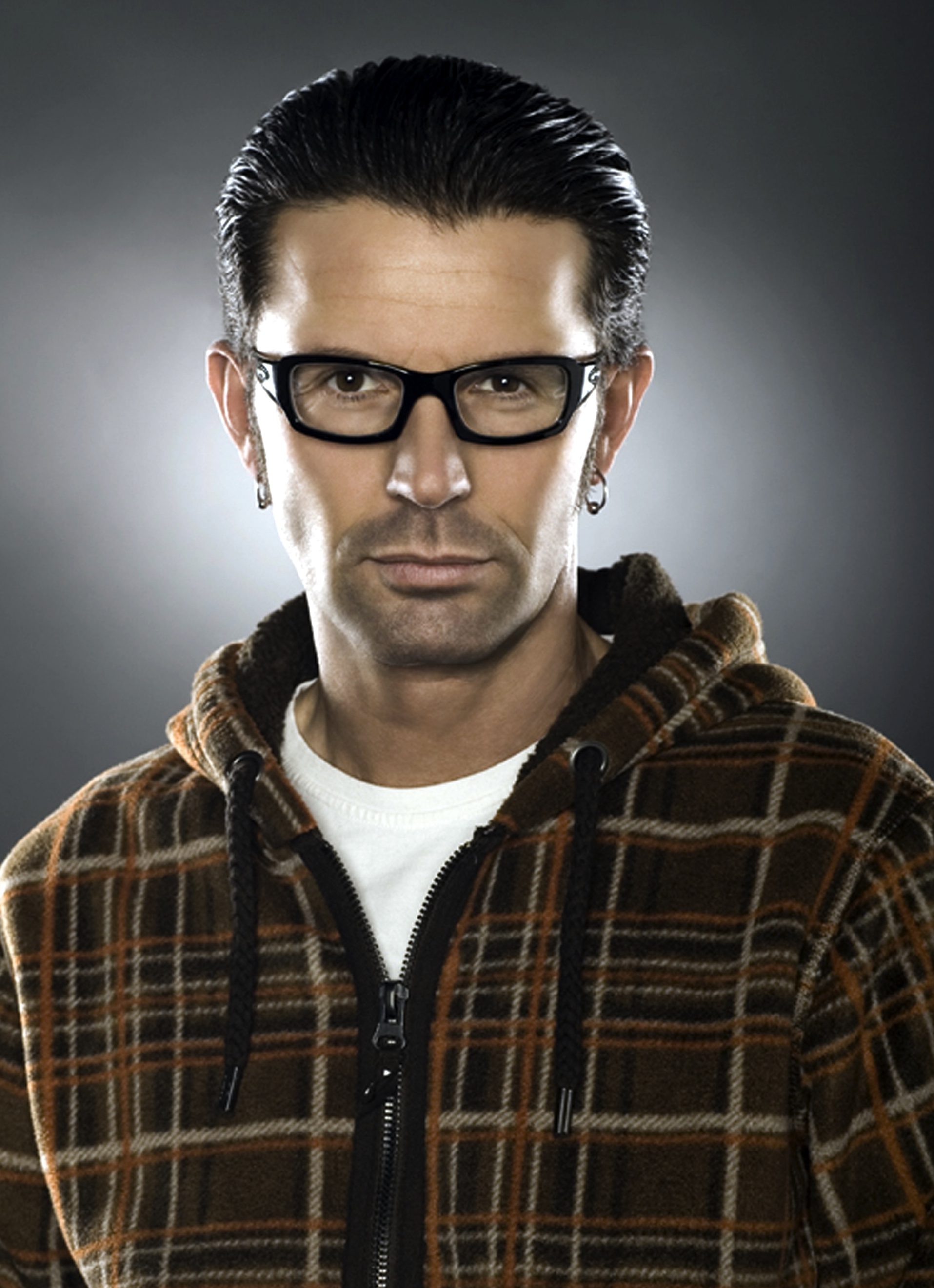
Marcus Walz (* 1967)

- Walz, Marcus (* 1994), spanischer Kanute
- Walz, Markus (* 1959), deutscher Volkskundler, Museumswissenschaftler und Hochschullehrer
- Walz, Markus (* 1979), deutscher Schauspieler
- Walz, Martin (* 1964), Schweizer Regisseur, Drehbuchautor und Schauspieler
- Walz, Matthias, deutscher Informatiker, Musikkabarettist und Karnevalist
- Walz, Melanie (* 1953), deutsche Lektorin und literarische Übersetzerin
- Walz, Oskar (1904–1993), deutscher kommunistischer Widerstandskämpfer
- Walz, Peter (* 1944), deutscher Fußballtrainer
- Walz, Peter (* 1994), deutscher Handballspieler
- Walz, Philipp (* 2001), deutscher Basketballspieler
- Walz, Rainer (1942–2006), deutscher Jurist und Hochschullehrer
- Walz, Rainer (* 1943), deutscher Historiker
- Walz, Richard (* 1967), deutscher Fußballspieler
- Walz, Ruth (* 1941), deutsche Theaterfotografin
- Walz, Stefan (* 1963), Schweizer Schauspieler
- Walz, Tim (* 1964), amerikanischer Politiker
- Walz, Udo (1944–2020), deutscher Friseur, Buchautor und UnternehmerUdo Walz (1944–2020)

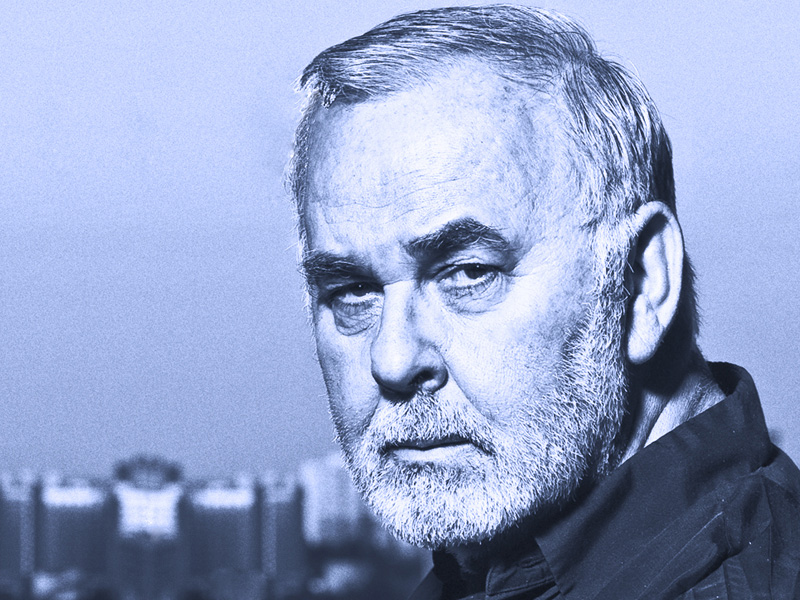
Udo Walz (1944–2020)

- Walz, Uwe (* 1962), deutscher Wirtschaftswissenschaftler und Hochschullehrer
- Walz, Werner (1910–1994), deutscher Autor
- Walz, Wes (* 1970), kanadischer Eishockeyspieler und -trainer
- Walz, Winfried (1942–2004), deutscher Fußballschiedsrichter
- Walz, Wolfgang (* 1968), deutscher Fußballschiedsrichter

### Walze
- Walzel, Camillo (1829–1895), deutscher Librettist
- Walzel, Gerold (1901–1988), österreichischer Dichter und Komponist
- Walzel, Leopold Matthias (1902–1970), österreichischer Komponist und Musikkritiker
- Walzel, Oskar (1864–1944), österreichisch-deutscher Literaturwissenschaftler
- Walzel, Otto (1919–1991), deutscher Politiker (SPD, CDU), MdL
- Walzel, Richard (1895–1977), österreichischer Montanist und Hochschullehrer
- Walzer, Albert (1902–1978), deutscher Kunsthistoriker
- Walzer, Alexander (* 1969), deutscher Unternehmer
- Walzer, Andreas (* 1970), deutscher RadrennfahrerAndreas Walzer (* 1970)

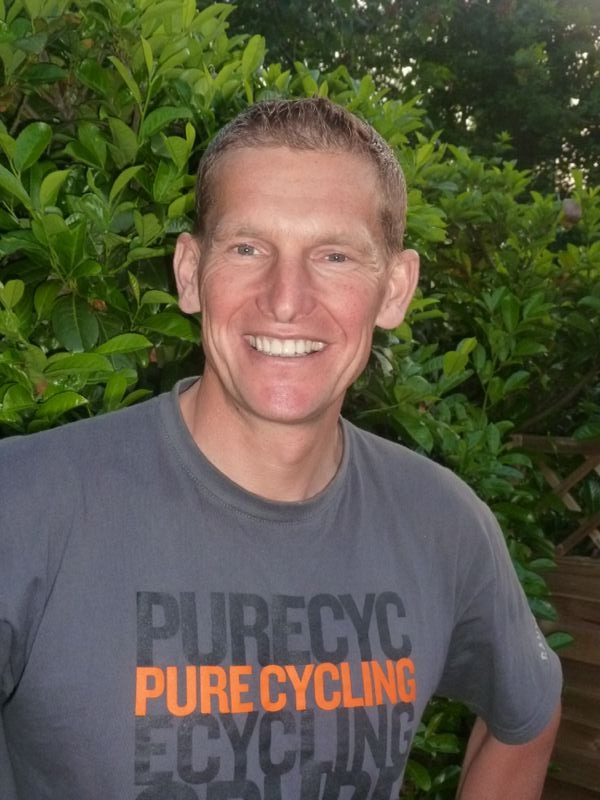
Andreas Walzer (* 1970)

- Walzer, Andreas (* 1987), österreichischer Fußballspieler
- Walzer, Anton (1902–1962), deutsches Todesopfer der Berliner Mauer
- Walzer, Franz (1919–1975), österreichischer Politiker (ÖVP), Landtagsabgeordneter, Mitglied des Bundesrates
- Walzer, Hugo (1884–1927), deutscher Maler
- Walzer, Julius (1838–1921), deutscher Rittergutsbesitzer und Politiker, MdR
- Wälzer, Karel (1888–1948), tschechoslowakischer Eishockeytorwart
- Wälzer, Libor (* 1975), tschechischer Gewichtheber
- Walzer, Martin (1883–1958), deutscher Priester und Politiker
- Walzer, Michael (* 1935), US-amerikanischer Sozialphilosoph und IntellektuellerMichael Walzer (* 1935)

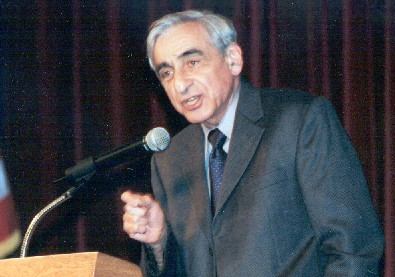
Michael Walzer (* 1935)

- Walzer, Nana (* 1973), österreichische Autorin, Kommunikationswissenschaftlerin und Radiomoderatorin
- Walzer, Paul (1879–1936), preußischer Verwaltungsjurist und Landrat
- Walzer, Pierre-Olivier (1915–2000), Schweizer Romanist und Literaturwissenschaftler
- Walzer, Raphael (1888–1966), deutscher Benediktiner, Erzabt von Beuron
- Walzer, Richard Rudolf (1900–1975), deutsch-britischer Sprachwissenschaftler und Philosoph
- Walzer, Rudolf (1889–1970), deutscher Ingenieur, nationalsozialistischer Oberbürgermeister von Ravensburg
- Walzer, Tina (* 1969), österreichische Historikerin
- Walzer, Werner (* 1947), österreichischer Fußballspieler

### Walzh
- Walzhofer, Johann (1906–1970), österreichischer Fußballspieler
- Walzhofer, Otto (1926–2000), österreichischer Fußball-Nationalspieler
- Wälzholz, Eckhard (* 1969), deutscher Notar und Rechtswissenschaftler

### Walzi
- Walzik, Sara (* 1987), deutsche Handballspielerin

### Walzl
- Walzl, Herbert (1958–2022), österreichischer Schauspieler, Regisseur und Bühnenautor im Bereich Theater